# Zambia National Broadcasting Corporation
Zambia National Broadcasting Corporation (1964 Northern Rhodesia Broadcasting Corporation (NRBC), 1964 bis 1966 Zambia Broadcasting Services (ZBS), 1966 bis 1988 Zambia Broadcasting Corporation (ZBC)) ist das öffentlich-rechtliche Fernsehen und Radio in Sambia. Ihr Sitz ist der Mass Media Complex in der Alick Nkhata Road in Lusaka. Intendant der ZNBC ist Peter Nangula.
ZNBC arbeitet aufgrund des Ergänzungsgesetzes (Amendment Act) von 2002 als öffentlich-rechtliches Medium. ZNBC untersteht in der technischen Verbreitung der Communications Authority of Zambia, was auf dem Telecommunications Act No. 23 von 1994 basiert. Programm und Betrieb von ZNBC werden durch Gebühren finanziert, die von den Besitzern von Radio- und Fernsehgeräten erhoben werden.
Als wichtigstes nationales Massenmedium steht ZNBC politisch in einer schwierigen Konfliktzone. Während die privaten Sender die Massen politisch mobilisieren und auch Partei ergreifen, ist ZNBC zur Neutralität verpflichtet, was gerade vor Wahlen nahezu jede Sendung vom allgemeinen Konsens zwischen den Parteien abhängig macht. Wenn der Präsident nicht zur Kandidatenrunde erscheint, muss die Sendung zumindest verschoben werden. Es wird selten darüber diskutiert, wie ZNBC berichtet, sondern darüber, ob die Behauptung, ZNBC sei eine Plattform der Opposition, oder die Behauptung, ZNBC sei eine Plattform der Regierung, stimmt oder auch nicht. Zudem meint die Regierung, öffentlich-rechtlich bedeute eine Normsetzungsbefugnis, was faktisch den staatlichen Einfluss bedeutet. Diese Abgrenzung ist bis heute alles andere als geklärt und damit auch nicht die Meinungs- und Pressefreiheit im Land.
| Radiokanäle der Zambia National Broadcasting Corporation |                   |              |               |
| Radio                                                    | ONE in 7 Sprachen | TWO Englisch | FOUR Englisch |
| Chipata                                                  | 93,1 MHz          | 96,3 MHz     | –             |
| Kapiri                                                   | 97,8 MHz          | 88,2 MHz     | –             |
| Kasama                                                   | 88,2 MHz          | 92,3 MHz     | –             |
| Lusaka                                                   | 102,6 MHz         | 95,8 MHz     | 88,2 MHz      |
| Mansa                                                    | 86,1 MHz          | 91,7 MHz     | –             |
| Mongu                                                    | 95,1 MHz          | 91,9 MHz     | –             |
| Senkobo                                                  | 89,3 MHz          | 97,1 MHz     | –             |
| Solwezi                                                  | 95,1 MHz          | 91,6 MHz     |               |
| Kabwe                                                    | –                 | –            | 92,2 MHz      |
| Kitwe                                                    | –                 | –            | 92,2 MHz      |
| Livingstone                                              | –                 | –            | 95,5 MHz      |
| Ndola                                                    | –                 | –            | 94,5 MHz      |
| landesweit                                               | 5915 kHz          | 6165 kHz     | –             |